# 169 (tal)
169 är det naturliga talet som följer 168 och som följs av 170.

## Inom vetenskapen
- 169 Zelia, en asteroid

## Inom matematiken
- 169 är ett udda tal.
- 169 är ett semiprimtal.
- 169 är ett centrerat oktogontal.
- 169 är ett centrerat hexagontal.